# Marina Beach

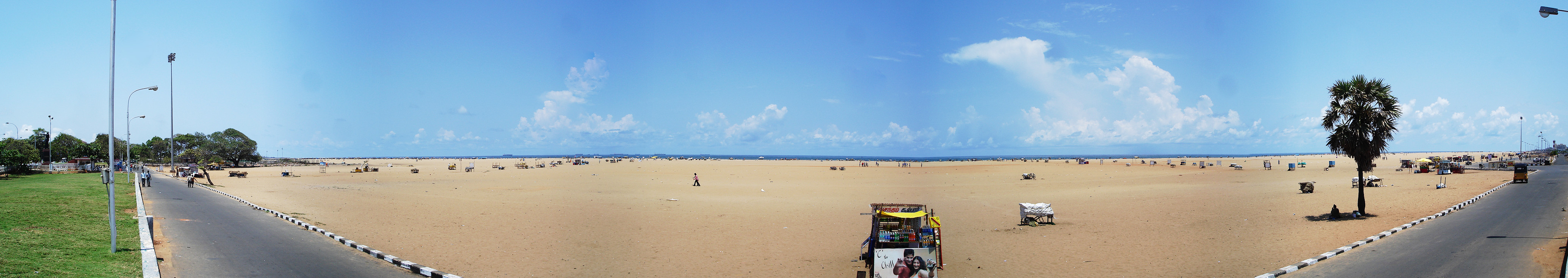
Vista panoramica.

Marina Beach è la naturale spiaggia urbana di Chennai (l'ex-Madras), la capitale del Tamil Nadu, stato federato dell'India posto di fronte al Golfo del Bengala (facente a sua volta parte dell'Oceano indiano).
Principalmente sabbiosa, si estende su una lunghezza di circa 13 km; la larghezza media della spiaggia è 300 metri, mentre nel suo tratto più ampio è di 437 m.

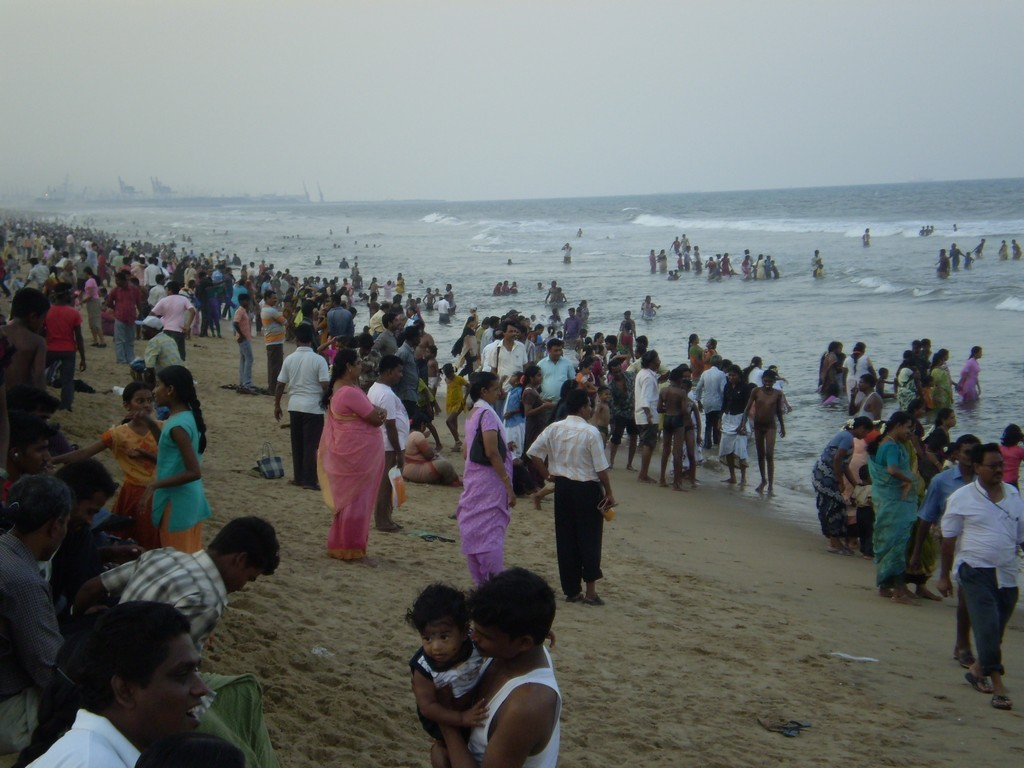
Folla in spiaggia di sera.

Ampiamente frequentata sia da turisti indiani che stranieri, è stata la principale sede di partenza per i soccorsi dopo lo tsunami del 2004, oltre che essere sede di varie festività e celebrazioni nazionali in cui si richiede l'immersione in acqua di mare della statua divina (in special modo Ganesha).

## Galleria d'immagini

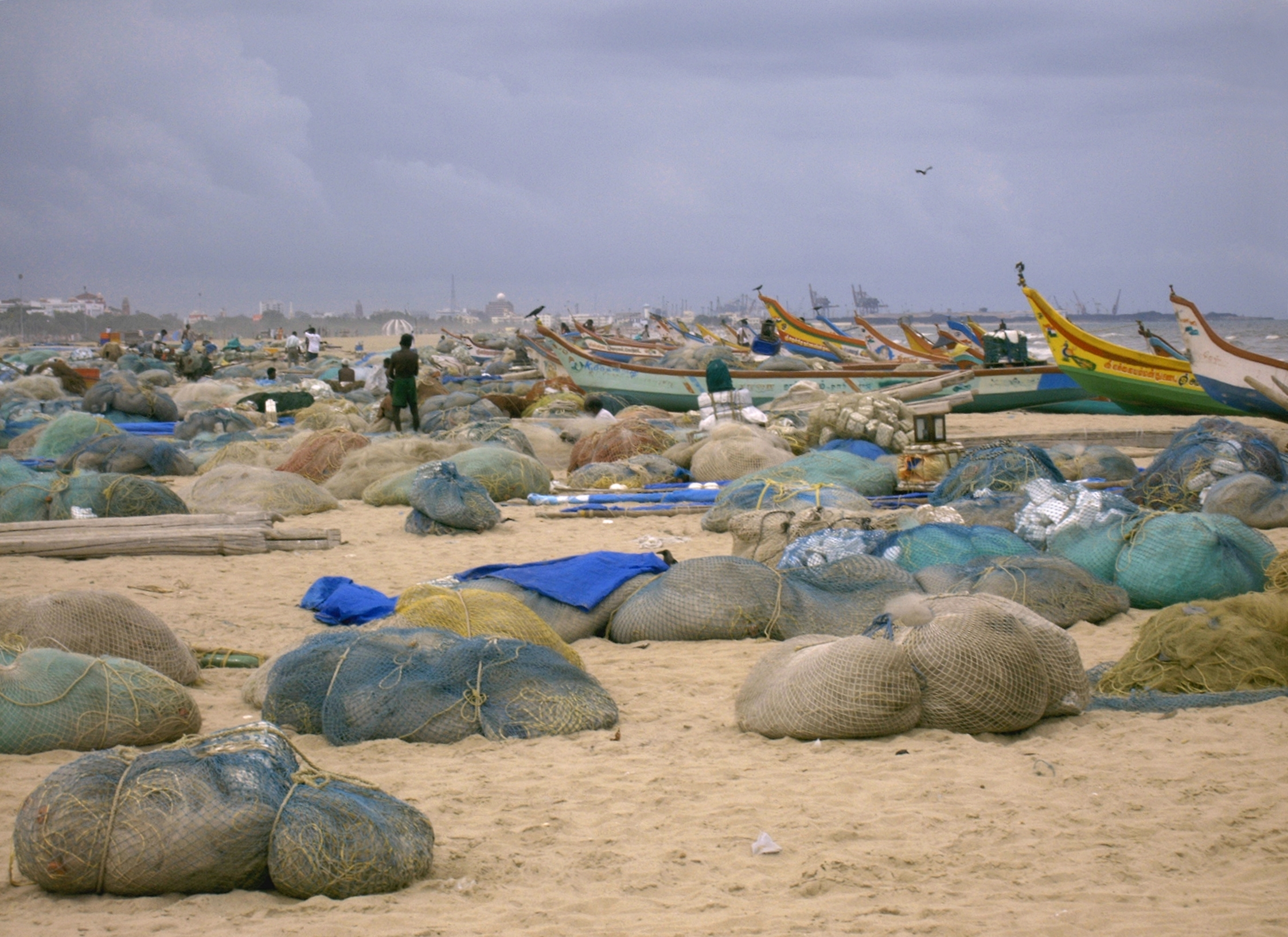
Reti da pesca lungo la spiaggia.
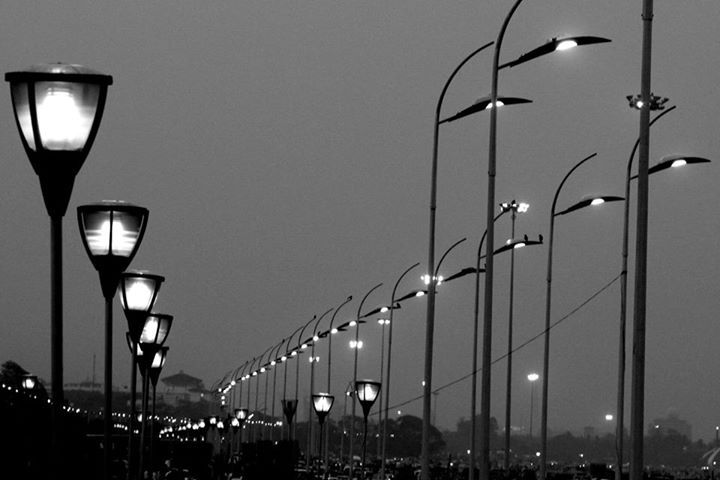
Veduta notturna del lungomare.
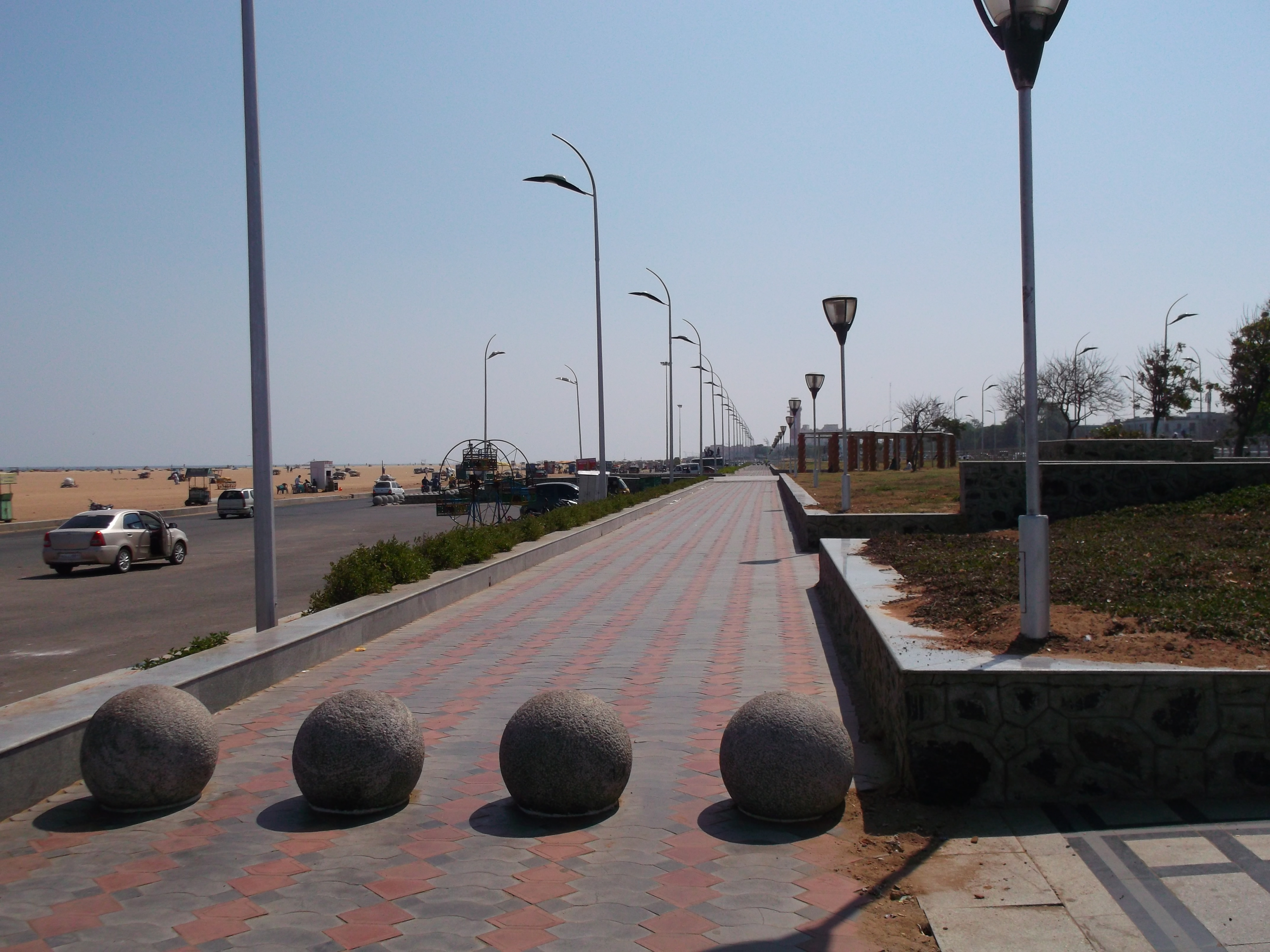
Strada che porta in direzione del grande faro.